# Ronnie Hawkins
Ronnie Hawkins   (Huntsville, 10 de gener de 1935 - Peterborough, 29 de maig de 2022) Ronald Hawkins, va ser un músic estatunidenc, cosí del difunt artista rockabilly Dale Hawkins. Conegut com a "Ronnie Rompin" Hawkins o "El Gavilán", era un dels principals músics de Toronto dels anys 60 i al Canadà, la seva carrera ha durat 50 anys. Durant aquest temps, Hawkins va realitzar en tota Amèrica del Nord la gravació de més de vint àlbums. Les seves cançons d'èxit inclouen versions de "Thirty Days" de Chuck Berry (retitulada "Forty Days") i "Mary Lou" de la jove Jessie, una cançó sobre un buscador d'or, tots dos van ser èxits importants el 1959.
Hawkins va ser un buscador de talents i mentor dels músics que va reclutar per a la seva banda, The Hawks. Roy Buchanan va ser un dels primers guitarristes dels Hawks a la cançó "Who Do You Love". El més reeixit dels seus alumnes van ser els que van marxar per formar The Band. Robbie Lane and the Disciples van fer la seva inauguració per a Ronnie Hawkins i The Hawks als bars de Yonge Street a Toronto, i finalment es va convertir en la seva banda de suport. Altres que havia reclutat després van formar Full Tilt Boogie Band, Crowbar, Bearfoot i Skylark de Janis Joplin. Hawkins encara feia 150 compromisos a l'any als 60 anys.
Després del trasllat al Canadà, The Hawks, amb l'excepció del baterista Levon Helm, van abandonar la banda d'Hawkins. Les seves vacants van ser ocupades per Sudwest Ontarians Robbie Robertson, Rick Danko, Richard Manuel i Garth Hudson. David Clayton-Thomas, un canadenc i futur vocalista principal del grup nord-americà Blood, Sweat & Tears, va dir que va escoltar The Hawks quan va sortir de la presó el 1962: "Nosaltres, els joves músics, ens asseiem allà. al bar de Le Coq d'Or i només queda pendent de cada nota". Aquesta versió dels Hawks, amb vestits de mohair i cabells tallats, van ser el primer grup entre els que van interpretar a Le Coq d'Or, un establiment bulliciós al centre de l'acció a la franja Yonge Street de Toronto. Van poder mantenir-se al marge de la majoria de les baralles del bar que es produïen gairebé cada nit.

## Discografia
- 1978: Renaldo and Clara : Bob Dylan
- 1980: La Porte du paradis (Heaven's Gate) : Wolcott
- 1981: Honky Tonk (série) (série TV) : Host
- 1986: Meatballs III: Summer Job : Bar Singer
- 1989:  Snake Eater : King
- 1990: Back to the Beanstalk (TV) : The Troubadour
- 1994: Boozecan : Desi
- 1994:  Sodbusters (TV) : Cattle Baron No.
- 2002: Duct Tape Forever : Gas Station Attendant